# Douarnenez
Douarnenez je přístavním městem na západě Francie při pobřeží s Atlantským oceánem v departementu Finistère v regionu Bretaň. Nachází se zhruba 20 km severozápadně od města Quimper na pobřeží stejnojmenné zátoky. Město zažívá od poloviny 20. století pokles počtu obyvatel kvůli úpadku rybolovu a na něj navazujících odvětví, což vede ke ztrátě pracovních míst. Stále zde však fungují konzervárny makrel a sardinek, přičemž právě lovem sardinek je Douarnenez známé. Tovarná Chancerelle je nejstarší fungující továrnou na výrobu sardinkových konzerv na světě. Vzrůstající je význam turismu pro město, kdy kromě historického centra s řadou sakrálních památek láká i na Tristanův ostrov spojený s postavou ze středověkého eposu Tristan a Isolda a od roku každoroční Festival moře a námořníků probíhající v srpnu.

## Historie
Zátoka Douarnenez je uvažována jako možné místo mytického keltského města Ys. Podle archeologických nálezů v zátoce probíhal rybolov a následné zpracování ryb již v dobách působení Římské říše v oblasti, tedy v období takzvané galsko-římské kultury. První písemná zmínka o místě pochází z roku 1126 a zmiňuje události roku 1119, kdy Robert de Locuvan, biskup z Cornouaille, daroval ostrov St. Tutuarn a pozemky k němu patřící opatství Marmoutier. Důsledkem toho bylo na ostrově postaveno převorství. Ve 14. století se ostrov stal známým jako Tristanův podle postavy z eposu Tristan a Isolda, přičemž tento název se stal dominantním vůči původnímu.
Vesnička, která vyrostla v oblasti přístavu Rosmeur, byla původně součástí farnosti Ploaré. Samostatnou obcí se stala až v roce 1790. Tou dobou se také stal rybolov a konzervárenství hnací silou hospodářského rozvoje ve městě a okolí. Dalším podnětem k rozvoji se stalo otevření železnice do Quimper v roce 1884. Ve 20. letech město zaznamenalo řadu stávek za lepší pracovní podmínky a stalo se jedním z prvních ve Francii vedených komunisty. V roce 1945 byli k Douarnenez připojeny okolní obce Ploaré, Pouldavid a Tréboul.
V polovině 20. století začal upadat místní rybolov a na něj navázaný průmysl, s čímž souvisel i pokles počtu obyvatel.. Přesun cestujících do automobilů způsobil ukončení provozu osobní dopravy do Quimper v roce 1972, přičemž nákladní doprava zde fungovala do roku 1988. Později byla trať snesena a přeměněna na 18 km dlouhou cyklistickou a pěší stezku.

## Vývoj počtu obyvatel
| Rok            | 1968   | 1975   | 1982   | 1990   | 1999   | 2006   | 2011   | 2016   | 2019   |
| -------------- | ------ | ------ | ------ | ------ | ------ | ------ | ------ | ------ | ------ |
| Počet obyvatel | 19 705 | 19 096 | 17 653 | 16 457 | 15 827 | 15 608 | 14 815 | 14 063 | 14 000 |

## Galerie

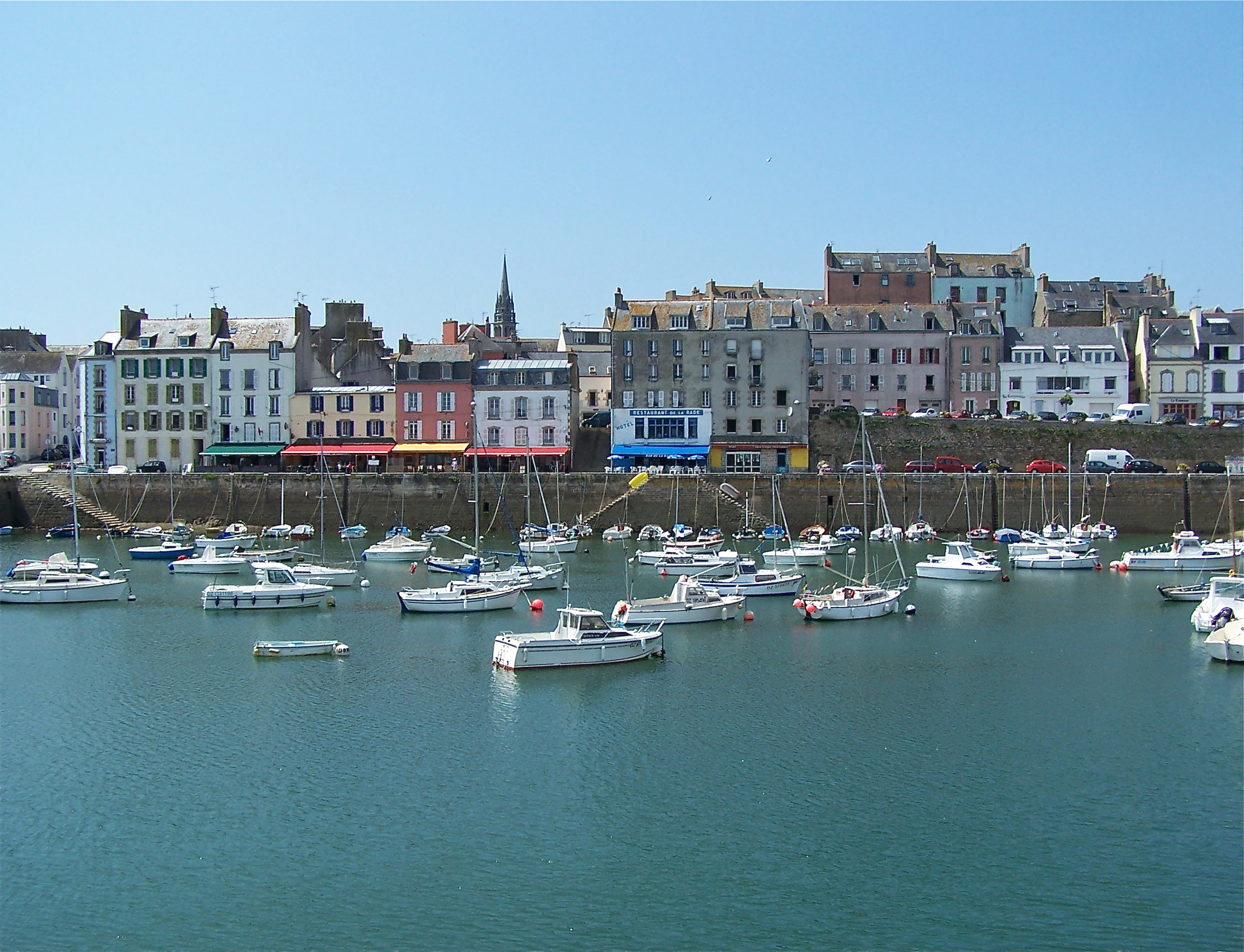
Pohled na centrum z přístavu Rosmeur
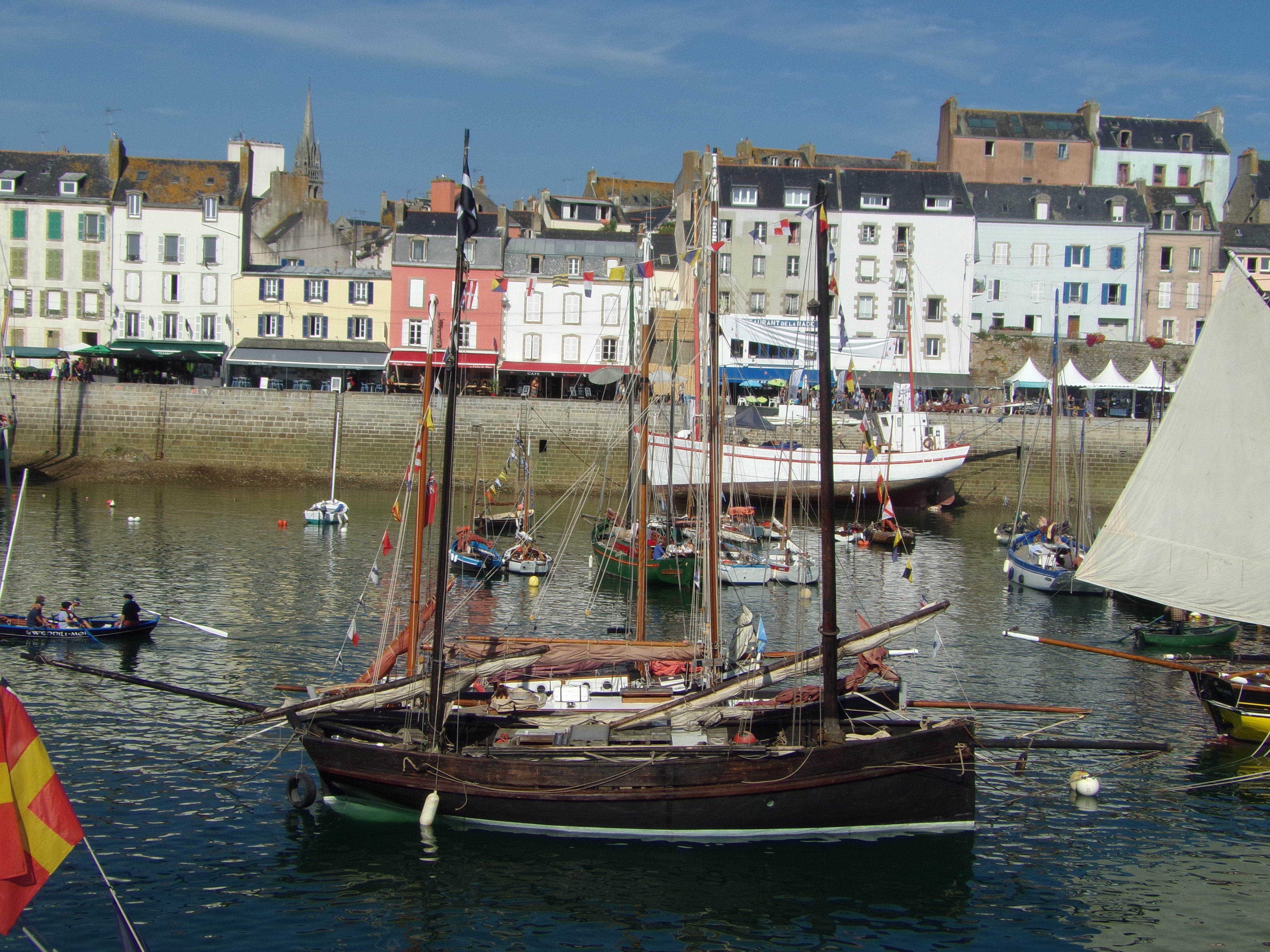
Přístav Rosmeur
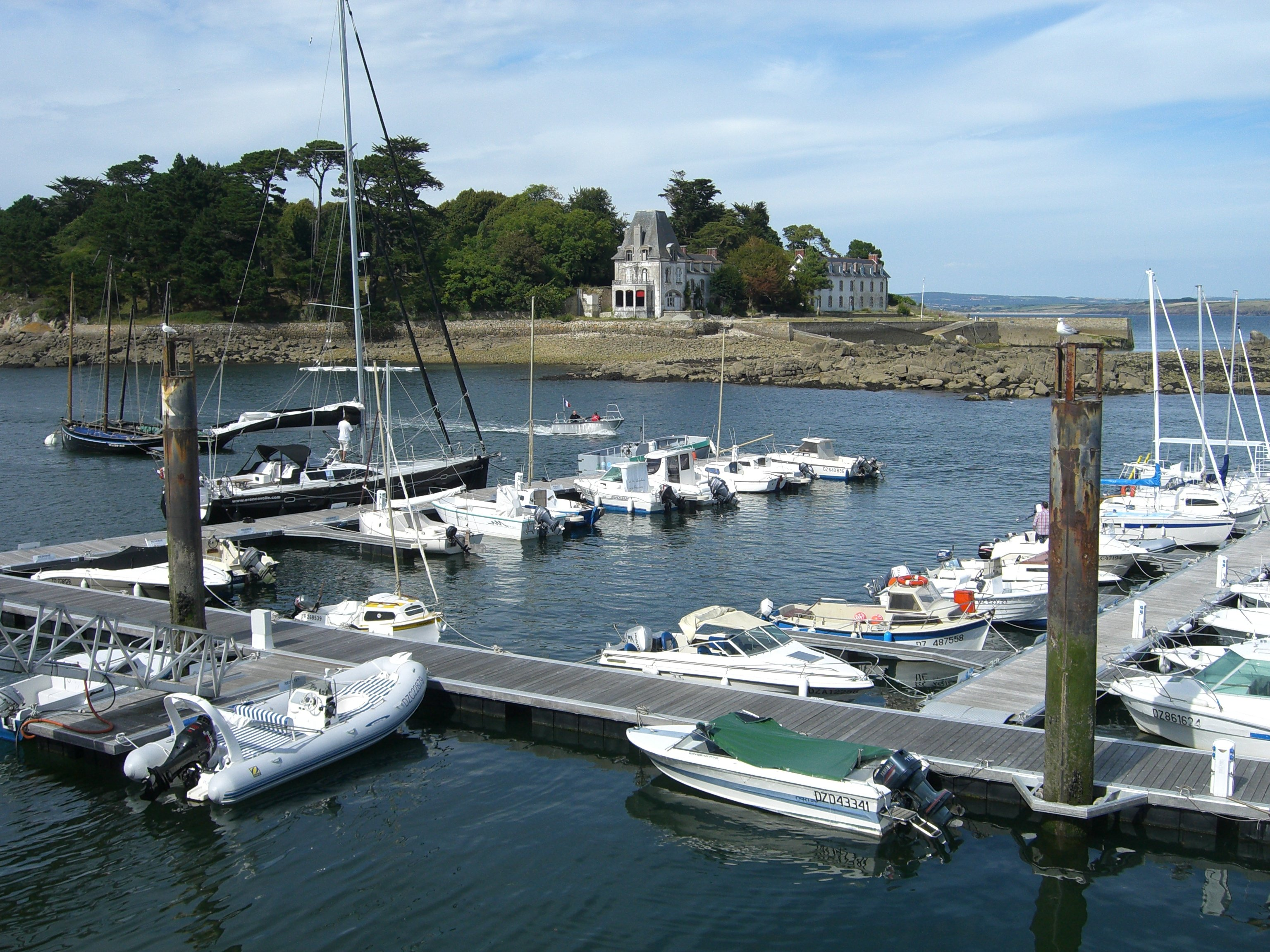
Přístav Tréboul s Tristanovým ostrovem
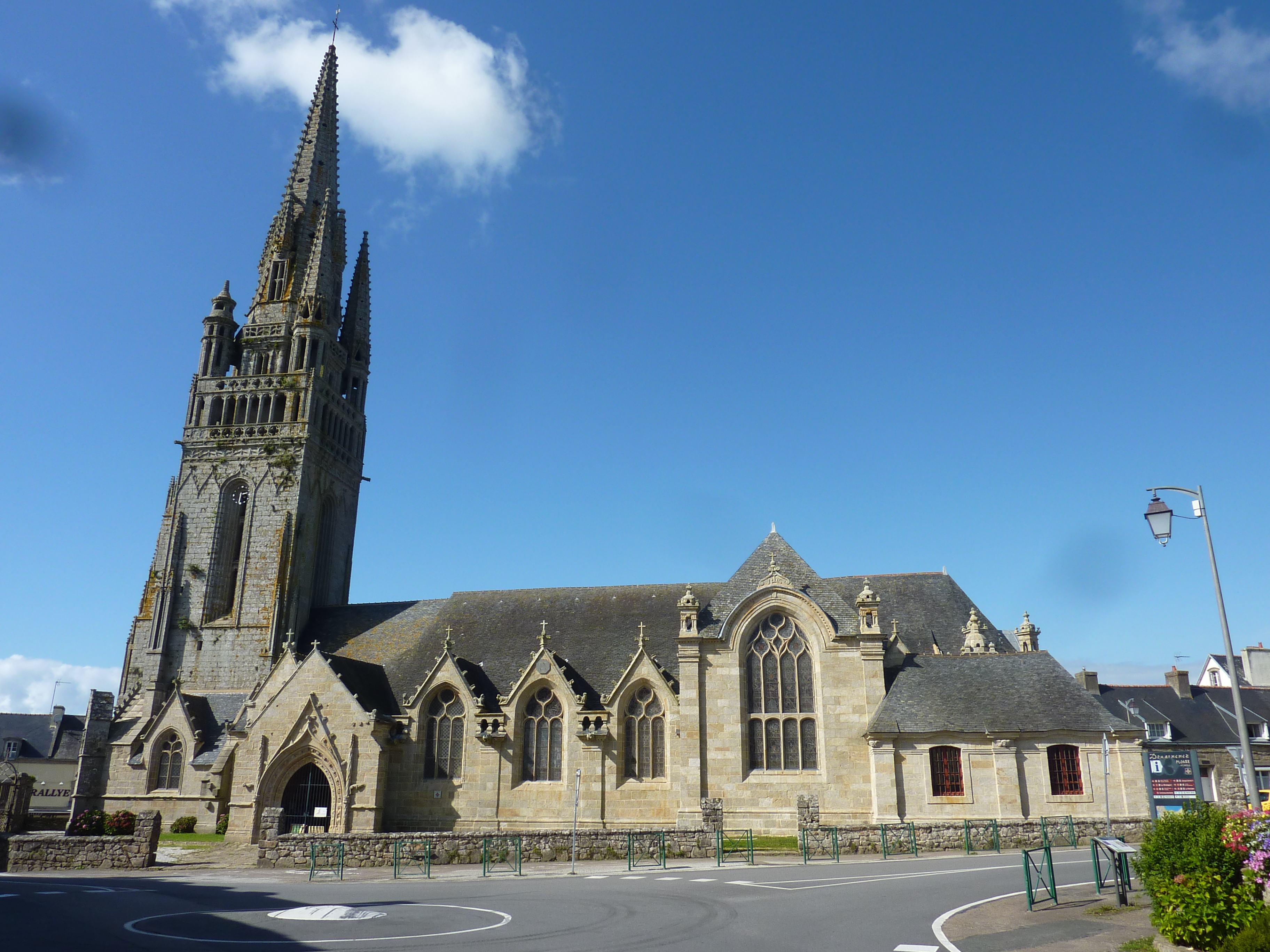
Kostel Ploaré église Saint-Herlé
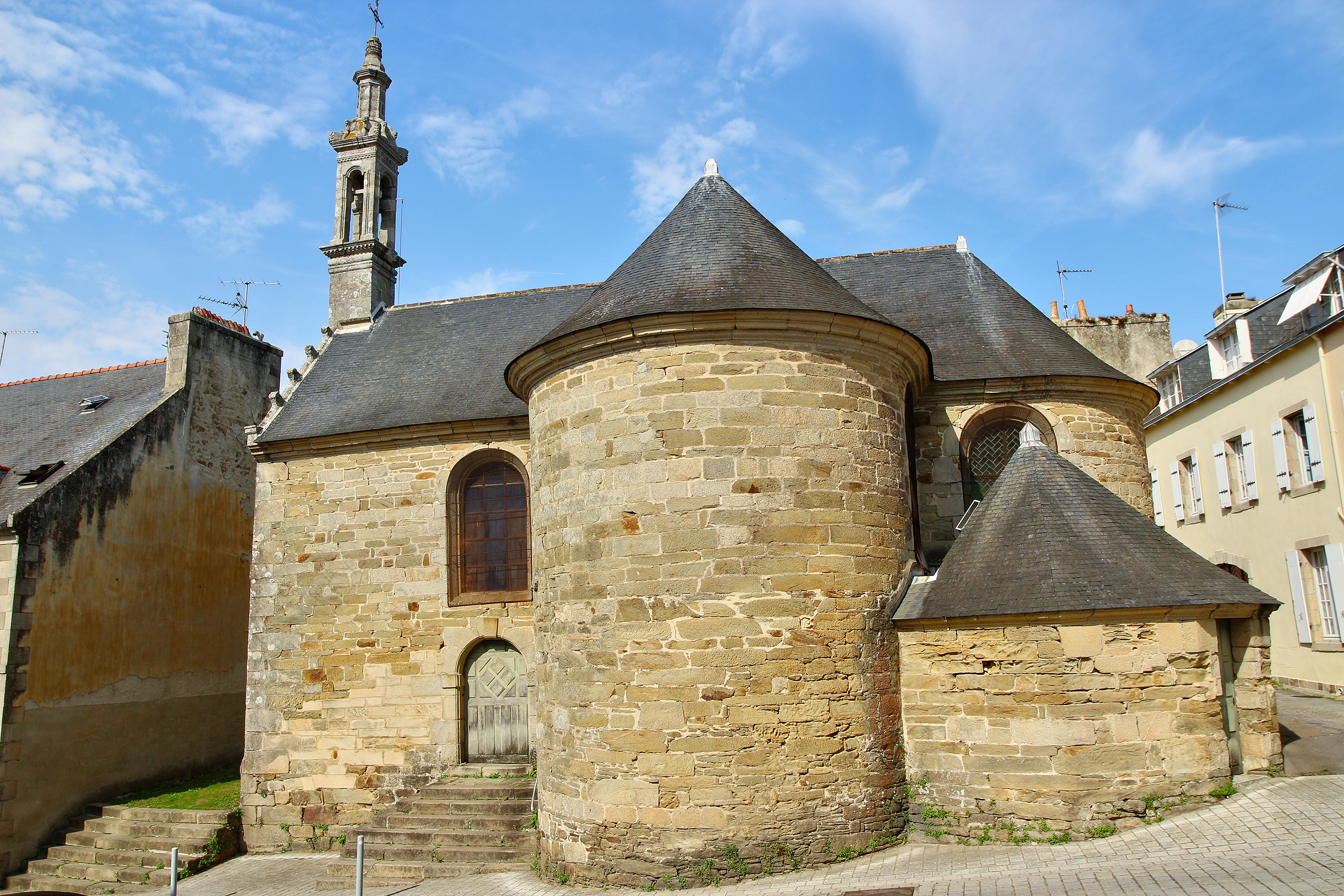
Kaple Saint-Michel